# فيتالي أبراموف
فيتالي أبراموف (بالقازاقية: Виталий Серге́евич Абрамов)‏ هو لاعب كرة قدم كازاخستاني في مركز الوسط، ولد في 12 يوليو 1974 في قراغندي في كازاخستان. شارك مع منتخب كازاخستان لكرة القدم. أما مع النوادي، فقد لعب مع أفانجارد كورسك وأورال يكاترينبورغ وأورالان إليستا وروتور فولغوغراد وشاختار دونيتسك وميتالورغ دونيتسك ونادي شاختار قراغندي ونادي موردوفيا سارانسك.

## وصلات خارجية
- فيتالي أبراموف على موقع اتحاد أوكرانيا (الإنجليزية)
- فيتالي أبراموف على موقع قاعدة بيانات كرة القدم.إي يو (الإنجليزية)
- فيتالي أبراموف على موقع ناشيونال فوتبول تيمز (الإنجليزية)
- فيتالي أبراموف على موقع عالم كرة القدم.نت (الإنجليزية)